# Марнославство

«Все є марнотою». Картина Аллана Гілберта.

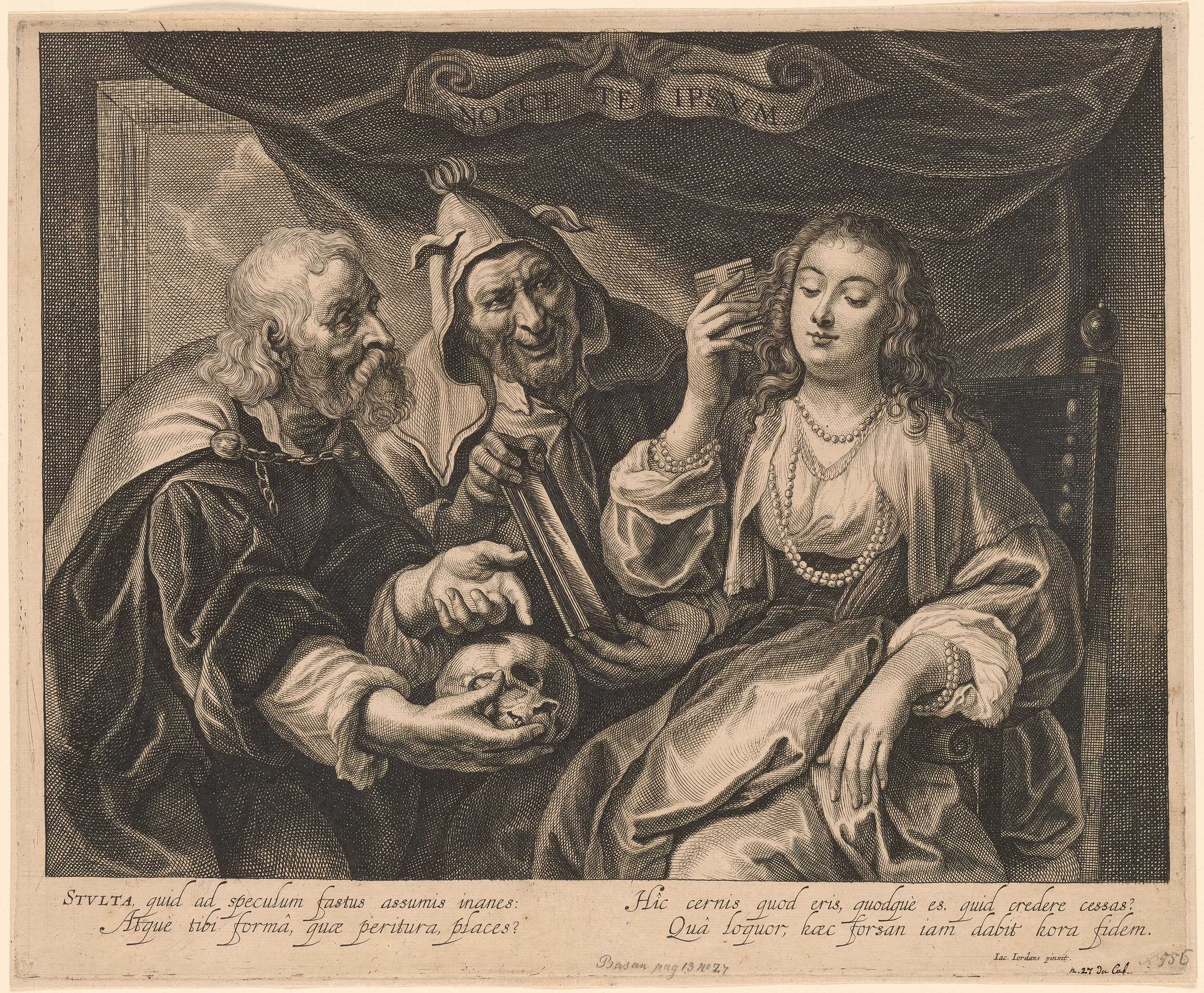
"Nosce Te Ipsum" (пізнай себе) — алегорія марнославства (1650), наслідування сюжета Якова Йорданса

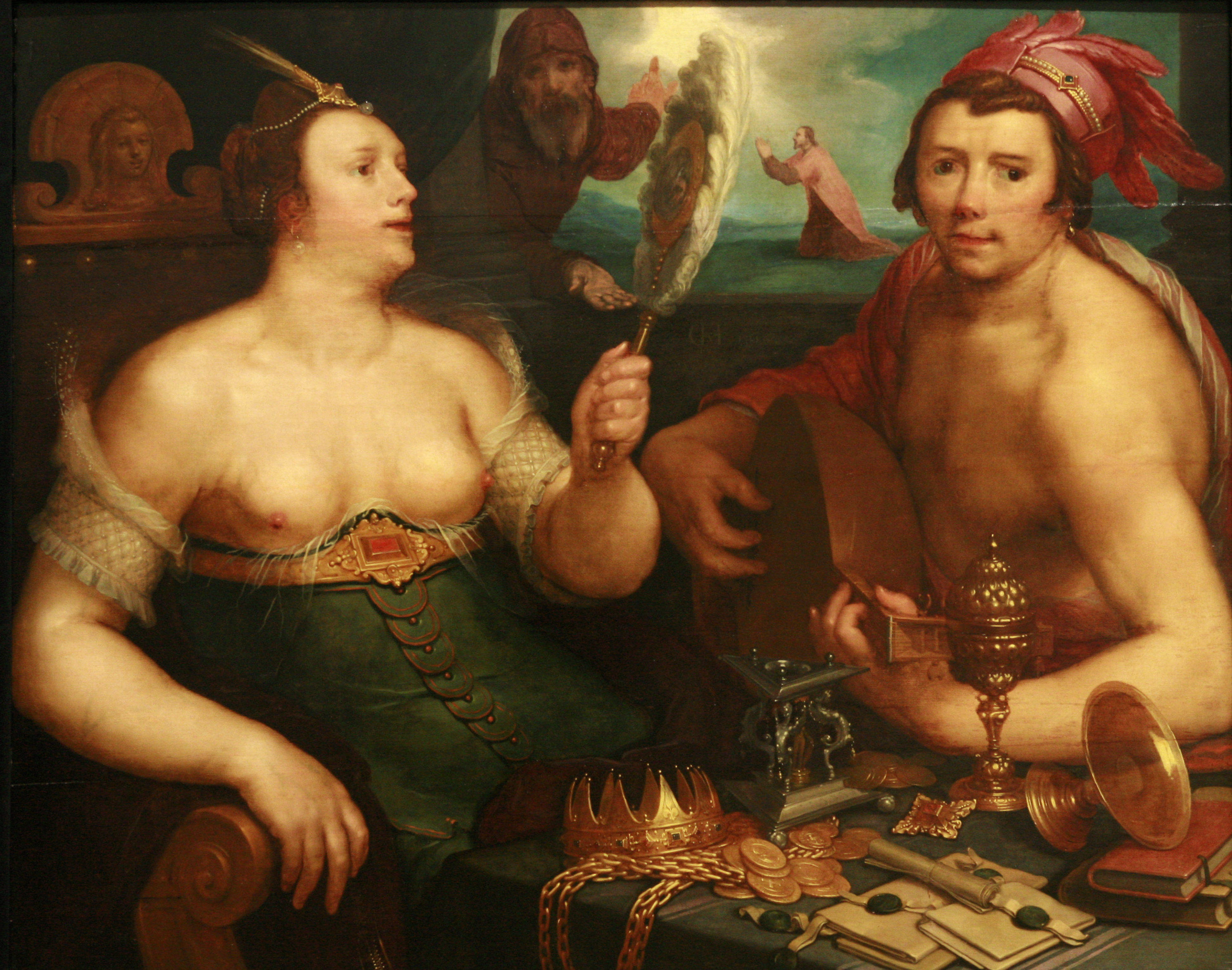
Алегорія марнославства і каяття (1616) Корнеліс Корнеліссен ван Гарлем, музей Страсбурга

Марнославство — риса особистості, пристрасть, набута психологічна вада, що характеризується частим намаганням людини здаватись іншим у вигідному світлі й униканням такого положення, у якому вона могла б зробити відразливе враження. Прагнення стояти в думці навколишніх вище, ніж є насправді. Так створюється тією чи іншою мірою «дволикість»: одна особа для сторонніх, інше — для своїх. Розходження між цими особами може досягти такого ступеня, що істинна особа, яку можна побачити в домашнім житті, зовсім не схожа на «офіційну» особу, особу для інших. При брехливому, корисливому приховуванні своїх справжніх властивостей вийде те, що називається лицемірством.
У Ромена Ролана є така фраза: «марнолюбному важливо не те, що він є, а яким він здається».
Похвала й осудження — найсильніші знаряддя впливу соціального середовища на своїх членів. «Глузування боїться навіть той, хто вже нічого не боїться на світі» (Гоголь). Суспільство своєю думкою регулює поведінку своїх членів. Вони виявляються, таким чином, у залежності від нього, стають тією чи іншою мірою «рабами суспільної думки». Думка «що скажуть?» одержує іноді парадоксально велику силу. Гордість і марнославство йдуть рука об руку. Гордий, як правило, водночас надзвичайно чутливий до думки інших. Посилений розвиток марнославства, як і гордості, у різних класах і шарах суспільства пов‘язаний у зв'язку з життєвою ситуацією в даному класі у визначений момент.
Щоб поставити себе вище в очах інших, марнолюбна людина «козиряє усіма своїми козирями» і відчуває радість при удачі. Вона буде пишатися, досягши видного місця, незалежно від того, якими шляхами його отримано, кичиться сходженням на високу гору, своїм знайомством з людьми, що високо стоять у думці суспільства, своїм голосом, розумом, дотепністю, своїми знаннями. При цьому марнолюбний не тільки відчуває радість, приймаючи ці факти як доказ своєї значущості, але радість випливає з почуття переваги над іншими й одержує відповідне зовнішнє вираження.
Якщо людині не можна досягти переваги над іншими в чому-небудь великому і серйозному, то вона знайде привід, щоб чим-небудь, та все ж таки пишатися.
Марнославство, прагнення до переваги там, де немає для даної особи прямого шляху, виступає в замаскованій або завуальованій формі, йде обхідними шляхами. Щоб прикувати до себе симпатії, марнолюбні люди можуть бути ласкаві, люб'язні, попереджувальні й тим самим збуджують думку, що ця людина — з великим соціальним почуттям.
Марнославство позначається у виборі професії, у постановці життєвих цілей і т. д. Невдача ворога може сприйматися як особиста удача. Людина завжди готова знецінити чужі успіхи й досягнення упередженою критикою. Заздрість не дозволяє бути об'єктивним. Марнолюбний не тільки критикує визначених конкретних осіб, але часто узагалі ставиться критично до людей, до «юрби», і судить про них зверхньо. Марнолюбне почуття переваги над людьми знаходить найрізноманітніші прояви й може бути вкраплене в переживання у виді окремих рис характеру.
Самообман — один з найпоширеніших видів життєвої неправди. Це своєрідна захисна реакція, що дозволяє зберегти психологічний спокій і почуття впевненості в собі. Розвиток марнославства, як і гордості, залежить від умов соціального існування, від індивідуальних умов розвитку даного індивіда. Його зовнішній прояв і особливості суб'єктивного переломлення можуть стояти у зв'язку з інтелектуальним і моральним розвитком даної особистості. Воно знаходиться у зв'язку з кількома факторами й представляє реакцію настільки ж історично мінливу, як і гордість.
Марнославство — це пристрасть до земної, людської слави та всіляких почестей. Корінь марнославства — в залежності людини від думки про неї інших людей. Виявами марнославства є нетерпимість до критики, небажання визнати свої помилки, постійне бажання похвали від інших людей. Марнославство виявляється як у вихвалянні своїми матеріальними здобутками, розумовими здібностями чи талантами, так і в хизуванні своїми духовними досягненнями.